# Nadezhda Leontieva
Nadezhda Leontieva (8 de julio de 1994) es una atleta rusa especializada en marcha atlética.
En la Copa del Mundo de Marcha Atlética de 2012, celebrada en Saransk (Rusia) ocupó el tercer lugar, obteniendo por ello la medalla de bronce. Ese mismo año consiguió la medalla de plata en el Campeonato Mundial Junior de Atletismo celebrado en Barcelona, España.
Anteriormente había sido bronce tanto en el Campeonato Mundial Juvenil de Atletismo de 2011 (Lille, Francia) como en los Juegos Olímpicos de la Juventud de 2010 (Singapur)
| Mejores marcas personales | Mejores marcas personales | Mejores marcas personales | Mejores marcas personales |
| Distancia                 | Tiempo                    | Lugar                     | Fecha                     |
| ------------------------- | ------------------------- | ------------------------- | ------------------------- |
| 5.000 m.                  | 22:00.84                  | Lille, Francia            | 8 de julio de 2011        |
| 10.000 m.                 | 45:23.95                  | Rieti, Italia             | 18 de julio de 2013       |
| 10 km.                    | 44:32                     | Sochi, Rusia              | 19 de febrero de 2012     |